# Lemina
Il Lemina [lè-mi-na] (Lëmna in piemontese) è un torrente tributario in destra idrografica del Chisola, nel quale si getta poco prima della confluenza di quest'ultimo nel Po.
Nel suo tratto montano bagna l'omonima Val Lemina mentre in pianura corre fra i torrenti Chisone (a sud) e Chisola (a nord) e cambia il proprio nome prima in Ramata e poi in Oitana. Il perimetro del suo bacino è 97 km.

## Percorso

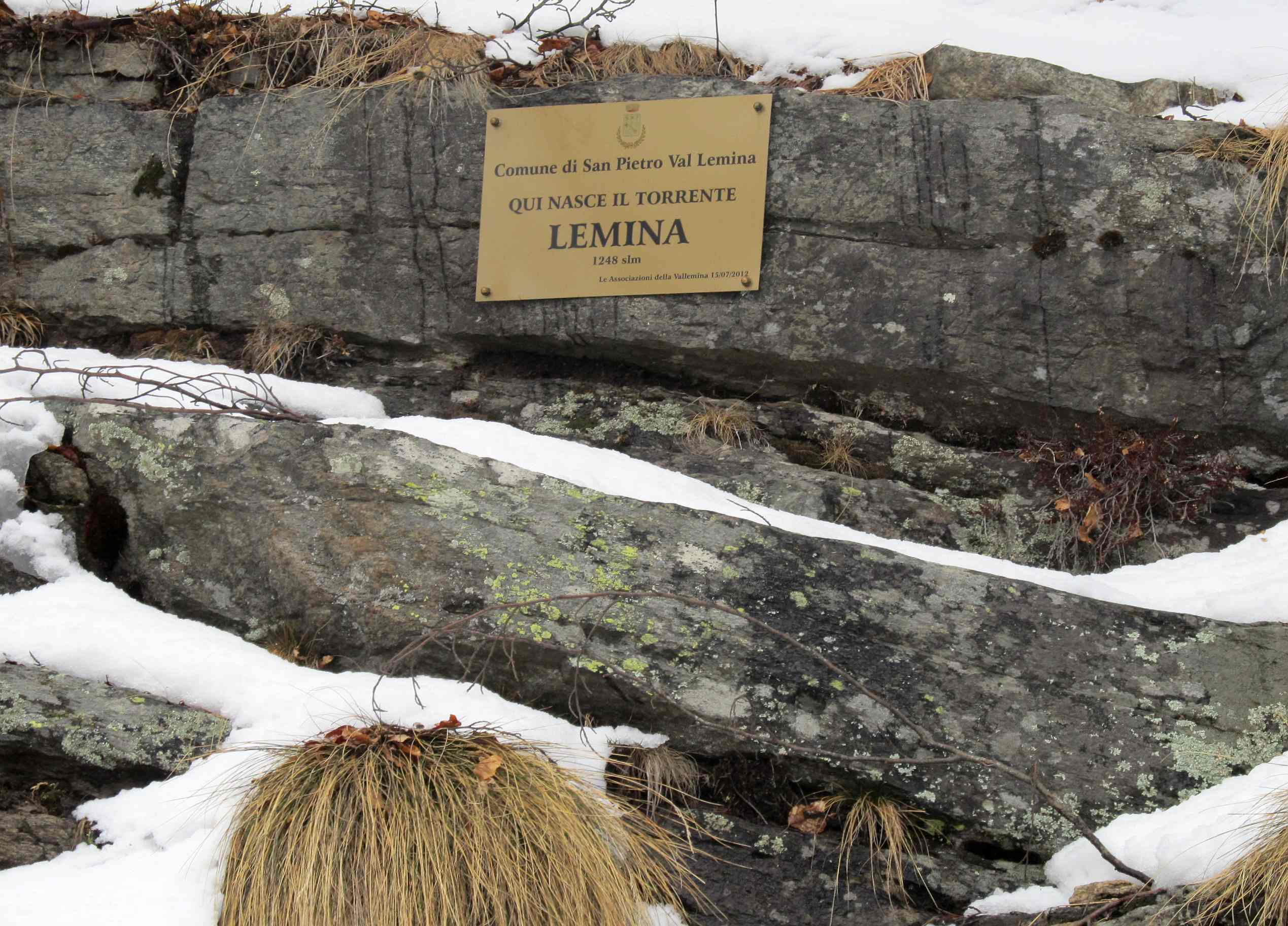
La lapide metallica che individua la sorgente del Lemina

Il Lemina nasce dalle pendici meridionali del Monte Fajè (1.382 m s.l.m.), nei pressi del Monte Freidour e al confine tra i comuni di Pinerolo e di San Pietro Val Lemina. Dirigendosi verso sud scava la stretta e boscosa Val Lemina e continua a segnare il confine tra i comuni di San Pietro e Pinerolo, al quale appartiene la frazione Talucco. In corrispondenza col capoluogo di San Pietro la valle si allarga mentre il torrente, sempre con andamento verso sud, passa tra Abbadia Alpina e il centro di Pinerolo. Raggiunta la pianura cambia bruscamente direzione e punta verso est, sfiorando a sud il centro di questa cittadina.
Il suo corso prosegue nelle campagne di Buriasco, Cercenasco e Virle, paese dove prende il nome di Torrente Ramata e a valle del quale riceve da sinistra il contributo del Rio Ologna. Raggiunta la frazione Oitana (Castagnole Piemonte) il corso d'acqua cambia ancora nome e diventa il Torrente Oitana. Il suo corso poggia ora verso nord-est e passa nei pressi di Piobesi e Vinovo prima di gettarsi nel Chisola al confine di quest'ultimo comune con quello di La Loggia. La confluenza avviene a quota 225 m s.l.m..
Durante il suo lungo percorso nella pianura pinerolese e torinese il torrente interseca numerose rogge e canali irrigui che a seconda della stagione ne possono alterare sensibilmente la portata.
Il Lemina rappresenta un'eccezione alla consuetudine per la quale gli affluenti sono generalmente più brevi del corso d'acqua principale nel quale sboccano. Alla confluenza con il Chisola la lunghezza del torrente (che in quel tratto si chiama Oitana) è infatti di 46,1 km, mentre il Chisola ha percorso "appena" 36,6 km. La portata media del Chisola alla confluenza risulta però molto maggiore, circa 6 m³/s contro i 3,2 dell'Oitana.,

## Territori comunali attraversati

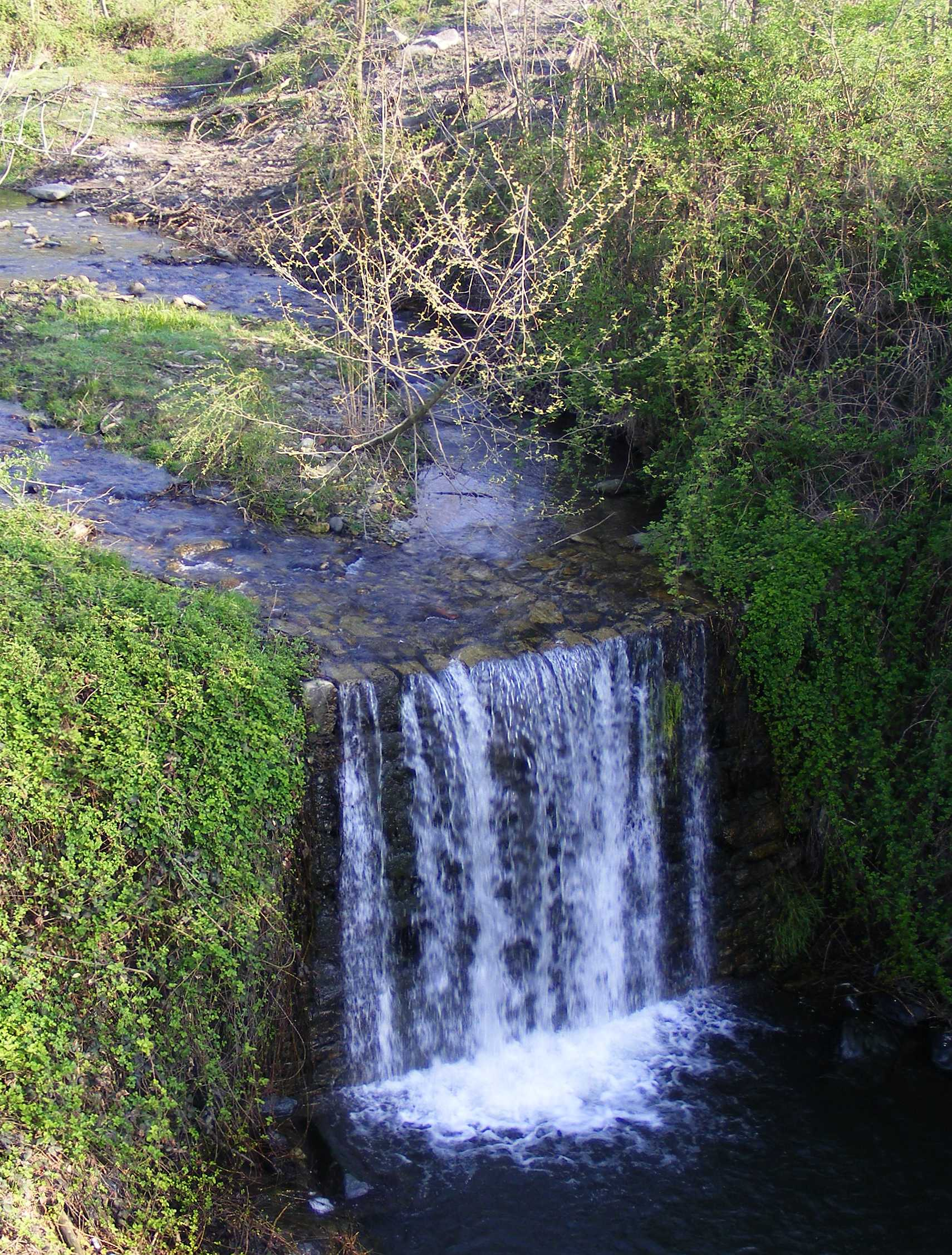
Una briglia sul torrente a San Pietro

- San Pietro Val Lemina
- Pinerolo
- Buriasco
- Cercenasco
- Virle Piemonte
- Vigone
- Cercenasco
- Virle Piemonte
- Osasio
- Castagnole Piemonte
- Carignano
- Vinovo
- La Loggia

## Il canale di Abbadia
Nel territorio comunale di Pinerolo il Lemina riceve in destra idrografica il contributo idrico del Canale di Abbadia. Si tratta di un canale artificiale che prende origine dal torrente Chisone in comune di Porte e che, dopo un percorso di 8,2 km, si getta nel Lemina. Alla confluenza la sua portata, per contratto, non deve essere inferiore agli 850 litri/secondo.
Il canale fu costruito nel medioevo a servizio dell'Abbazia di Santa Maria del Verano.
Lungo il canale sono tuttora presenti alcuni lavatoi pubblici e privati e varie prese idriche. In passato esso fu utilizzato, oltre che per l'irrigazione, anche per fornire la forza motrice a vari mulini ed opifici presenti in zona.
Il canale è gestito dal Consorzio irriguo del canale di Abbadia.